# Foliation oblique
La foliation oblique  ou texture oblique est une foliation/texture spéciale produite pendant la déformation cisaillante. Elle est bien exprimée dans les lits quartzeux des mylonites. En microtectonique cette structure sert à déterminer le sens de cisaillement dans les zones de cisaillement.

## Description de la structure
La foliation oblique se rencontre surtout dans les zones de cisaillement où elle résulte de mouvements cisaillants. La structure porte la désignation oblique parce que l'angle entre la foliation et la bordure de la zone de cisaillement est inférieure à 45°, normalement entre 40° et 20°, mais des angles beaucoup plus aigus sont également connus (par exemple dans les ultramylonites l'angle s'approche de 5°). Quand on regarde la structure de plus près on reconnaît une multitude de petits grains équidimensionnels et allongés dans la direction de la foliation. Ainsi la foliation oblique est primairement une orientation préférée par forme  (du grain) (en anglais shape preferred orientation – SPO).
L'agencement géométrique des grains de la foliation oblique ressemble à la texture S-C (type  I) composée d'une vraie schistosité/foliation. Parfois des poissons de mica sont incorporés dans la foliation oblique; cette structure fut appelée texture S-C de type II par Lister et Snoke en 1984.

## Formation de la structure
La foliation oblique a achevé un état d'équilibre mais n'exprime point la déformation totale de la roche.
On pense que la structure naît d'une compétition entre deux processus opposés : 
- l'aplatissement et la rotation tectonique des grains dans une zone de fluage non-coaxial ;
- la migration de limites des grains (angl. grain boundary migration) détruisant l'orientation préférée.

Le cisaillement est responsable pour l'alignement des grains avec la direction d'extension maximale de l'ellipsoïde de la déformation (ou avec les axes d'étirement instantanées – angl. instantaneous stretching axes, ISA). Le processus de recristallisation dynamique s'y oppose en formant de nouveaux grains équidimensionnels et non-déformés. Pour arriver à ce but une partie des grains orientés auparavant doit être détruite. 
Ainsi pendant la déformation progressive l'attitude de la foliation reste relativement stationnaire envers le cadre de référence cinématique. Une autre conséquence de cette compétition réside dans le fait que la foliation oblique traîne toujours derrière l'ellipsoïde de la déformation finie. En outre la foliation oblique n'atteint jamais l'orientation du plan de fluage (angl. flow plane ou également fabric attractor). Pour cette raison elle représente seulement une partie de l'histoire de la déformation totale.

## Exemples
La foliation oblique se rencontre dans les roches monominéraliques, mais parfois aussi polyminéraliques. Elle est représentée dans tous les faciès métamorphiques. Le plus souvent, la structure apparaît au sein des mylonites dans les lits  monominéraliques à quartz, muscovite et calcite. La foliation oblique est décrite pour le quartz en quartzite, pour la calcite en carbonate et pour l'olivine en péridotite. La structure se trouve aussi dans les analogues de roche comme la glace ou l'octachloropropane synthétique.

## Considérations théoriques
L'angle entre la foliation oblique et le plan de fluage est théoriquement gouverné par les paramètres suivants :
- le numéro de vorticité dynamique Wk.
- le taux de déformation dγ/dt.
- le taux de recristallisation (et donc la température ambiante T).

Par des mesures de l'angle de la foliation oblique on a essayé de déterminer Wk. Mais cette méthode n'est pas très fiable, parce que les autres paramètres ne sont pas pris en compte. Les foliations obliques avec un angle surpassant 45° posent un grand problème, parce qu'elles ne sont pas prévues par la théorie. Une explication pour ce phénomène paradoxal réside peut-être dans les zones de cisaillement à composante transtensionelle qui transposent la foliation oblique aux attitudes plus raides par extension simultanée.

## Importance
Les foliations obliques sont de bons indicateurs du sens de mouvement dans les zones de cisaillement mylonitiques. Elles penchent toujours dans la direction du fluage, c'est-à-dire dans le cas d'un cisaillement dextre elle penchent vers la droite, dans le cas d'un cisaillement senestre vers la gauche. Surtout en combinaison avec d'autres indicateurs, par exemple l'objet  δ, les foliations obliques établissent clairement le sens du mouvement.

## Littérature
- Passchier, C. W. & Trouw, R. A. J. (1996). Microtectonics. Springer Verlag.  (ISBN 3-540-58713-6)
- Trouw, R. A. J., Passchier, C. W. & Wiersma, D. J. (2010). Atlas of Mylonites – and related Microstructures. Springer Verlag.
- Vernon, R. H. (2004). A practical guide to rock microstructure. Cambridge University Press.  (ISBN 0-521-89133-7)